# Bucu, Ialomița
Bucu este o comună în județul Ialomița, Muntenia, România, formată numai din satul de reședință cu același nume.

## Așezare
Comuna se află în câmpia Bărăganului, pe malul stâng al Ialomiței. Prin comună trec șoseaua națională DN2A care leagă Slobozia de Constanța (localitatea de reședință aflându-se cam pe la jumătatea distanței dintre Slobozia și Țăndărei), precum și calea ferată Slobozia–Țăndărei, cale ferată pe care este deservită de stația Bucu.

## Demografie
Componența etnică a comunei Bucu
     Români (93,15%)
     Alte etnii (0,17%)
     Necunoscută (6,68%)
Componența confesională a comunei Bucu
     Ortodocși (90,46%)
     Alte religii (1,17%)
     Necunoscută (8,37%)
Conform recensământului efectuat în 2021, populația comunei Bucu se ridică la 2.305 locuitori, în scădere față de recensământul anterior din 2011, când fuseseră înregistrați 2.323 de locuitori. Majoritatea locuitorilor sunt români (93,15%), iar pentru 6,68% nu se cunoaște apartenența etnică. Din punct de vedere confesional, majoritatea locuitorilor sunt ortodocși (90,46%), iar pentru 8,37% nu se cunoaște apartenența confesională.

## Politică și administrație
Comuna Bucu este administrată de un primar și un consiliu local compus din 11 consilieri. Primarul, Ion Drăgușin[*], de la Partidul Social Democrat, este în funcție din 2004. Începând cu alegerile locale din 2024, consiliul local are următoarea componență pe partide politice:
|  | Partid                          | Consilieri | Componența Consiliului | Componența Consiliului | Componența Consiliului | Componența Consiliului | Componența Consiliului | Componența Consiliului |
|  | ------------------------------- | ---------- | ---------------------- | ---------------------- | ---------------------- | ---------------------- | ---------------------- | ---------------------- |
|  | Partidul Social Democrat        | 6          |                        |                        |                        |                        |                        |                        |
|  | Partidul Național Liberal       | 2          |                        |                        |                        |                        |                        |                        |
|  | Partidul S.O.S. România         | 1          |                        |                        |                        |                        |                        |                        |
|  | Alianța pentru Unirea Românilor | 1          |                        |                        |                        |                        |                        |                        |
|  | Alianța Dreapta Unită           | 1          |                        |                        |                        |                        |                        |                        |

## Istorie
Localitatea Bucu are un trecut atestat cu aproape 5 secole în urmă, dar urmele arheologice arată existența unei așezări încă din perioada veche. Astfel descoperirile arheologice au pus în evidență existența unor așezări de tip hallstattian (sec. X-VIII î.Chr.), getic (Latene, sec. IV-III î.Chr.), apoi străromânească de la începuturile Evului Mediu (sfârșitul sec. XVI). Întâia sa mențiune apare într-un hrisov al voievodului Mihnea al III-lea Turcitul, la 20 martie 1580, când i se întărea vornicului Dragomir Bucul cu tot hotarul.
Satul a apărut în acest an ca un sat de coloniști liberi, proveniți din moșnenii eliberați din robia tătarilor și folosiți ca mâna de lucru pe moșia proaspăt desțelenită a lui Dragomir, fost Biv-vel vornic.
Numele așezării și al moșiei era dat după un strămoș cu acest nume sau probabil provine de la cuvântul vechi ce definea pleava rămasă după vânturarea semințelor de cânepă. După alți istorici, adevărata atestare documentară este considerată un hrisov emis de domnitorul Petru Cercel în 1583, prin care dă un loc de "ohabă" gelepului Necula în satul Bucu Vechiu. Documentul este citat de Nicolae Iorga și face referiri și la alte localități din același areal.
Moșie cu așezare de moșneni, Bucu cuprindea două părți, așa cum arăta hrisoavele din jurul anului 1600, anume Bucul de Sus și Bucul de Jos, după cum erau așezate față de râu. Dintre moșnenii amintiți în hrisoave ca stăpânind acolo în vremea lui Mihai Viteazul, cel mai de seamă era un Vladul în legătură cu care o parte a moșiei era chiar amintită cu numele de Bucul lui Vladul. La anii 1619 - 1629, hrisoavele amintesc un alt moșnean stăpânitor în Bucu, anume Nedelco, moștenitor al ocinei neamului lui Vladul. Până la 1650, cel mai de seamă stăpânitor în părțile Bucului e amintit Oprea ot Bucu, căpitan, apoi agă al Țării Românești în vremea voievodului Matei Basarab. De la sfârșitul sec. al XVIII-lea și până la 1863, moșia Bucu zisă Mătăsești de la creșterea intensă a viermilor de mătase, s-a aflat în proprietatea mănăstirii Cotroceni. Pe la anul 1900 cei mai de seamă proprietari de la Bucu și la Sărățenii de Jos erau Niță Grigore Orzea, Elena Cachi și urmașii colonelului Grigore Dimitrescu. Bucu devine comună după organizarea din anul 1863.
La sfârșitul secolului al XIX-lea, comuna făcea parte din plasa Ialomița-Balta a județului Ialomița și avea în compunere satele Bucu și Gheorghe Lazăr, precum și târlele Iezeru, Cășeria, Capu Moșiei și Ionești, având o populație totală de 2285 de locuitori.
Anuarul Socec din 1925 consemnează comuna cu satele Bucu, Gheorghe Lazăr și Sărățeni, cu o populație de 3011 locuitori. Satul Gheorghe Lazăr s-a separat în 1931, formând o comună de sine stătătoare.
În 1950, comuna a trecut în subordinea raionului Slobozia din regiunea Ialomița și apoi (după 1952), din regiunea București. Din 1968, comuna Bucu a cuprins și satul Ograda, și a revenit la județul Ialomița, reînființat. Satul Ograda s-a separat din nou într-o comună de sine stătătoare în anul 2004.

## Monumente istorice
Unicul obiectiv inclus pe lista monumentelor istorice din județul Ialomița și aflat pe teritoriul comunei Bucu este situl arheologic de interes local Pochina, cuprinzând trei așezări: una din perioada Latène, alta din perioada Halstatt, precum și o așezare medievală din secolele al X-lea–al XI-lea.

## Cultură

### Religie
Biserica, având hramul Sfântul Ierarh Nicolae, se află în partea de est a așezării, în stânga drumului rutier spre Țăndărei și Constanța. Întâiul lăcaș de zid a fost ctitorit la anul 1820, dar ruinându-se, a fost ridicat lăcașul păstrat până astăzi. Rectitorită la anii 1886-1892 de comunitate, îndeosebi prin strădaniile familiilor de proprietari și arendași funciari Orzea și Nancu, biserica a fost reparată la anii 1955, 1973 și 1981-1984, după cum arată pisania. Având un plan trilobat, lăcașul dispune de tindă, mai scundă și mai îngustă decât restul construcției propriu-zise. O singură turlă, de tablă și octogonală ca plan, încununează biserică. Exteriorul e zugrăvit în alb-crem -marginea de jos fiind vișinie- și se remarcă îndeosebi elementele decorative ale colțurilor, imitând coloane semiîngropate. În interior, deasupra intrării, pisania pictată la anul 1984 consemnează:
Această sfântă biserică cu hramul Sf.Ierarh Nicolae s-a zidit în anul 1886 - 1892, de către obștea comunei Bucu, cu contribuția deosebită a familiei Orzea și Nancu. În anul 1955 biserica a fost reparată și în anul 1973 electrificată cu stăruința preotului Popa Ion. În timpul P.F.P. Patriarh Iustin Moisescu, prin stăruința deosebită a P.C. paroh Chiriță Dan, cu fonduri colectate de la enoriași și cu sprijinul Consiliului Parohial, în anii 1981 - 1984, s-a restaurat această biserică, s-a îndreptat turla, s-a reparat acoperișul și s-a tencuit interiorul și exteriorul, terminându-se totodată și lucrările de pictură din nou, executate de pictorul Rondelli Marian și din partea parohiei ca ajutor, Grădinaru Ana și Corjenco Mihai.
Dincolo de strada bisericii, chiar lângă șosea, din vechiul cimitir al Bucului se mai păstrează monumente funerare de piatră, datând, unele dintre ele, chiar dinaintea mijlocului secolului al XIX-lea, respectiv de la anii 1836 și 1840. În cimitirul nou al așezării, aflat în partea de nord-vest a satului, un monument al eroilor nu mai păstrează vreo inscripție comemorativă și nu pomenește vreun nume de erou, deși fii ai comunității au căzut în cele două războaie mondiale. Monumentele familiei proprietarului Niță Gr. Orzea (1851-1917), realizate din marmură în urmă cu un secol, se află și ele acolo.

### Evenimente locale
- Zilele comunei, organizate în luna iunie (ultimul week-end al lunii) a fiecărui an

## Personalități născute în localitate
- Ion Marin (n. 1955-d.2016) - publicist, prozator[14]